# 로망스 (2006년 영화)
《로망스》는 2006년에 개봉한 대한민국의 영화이다. 

## 캐스팅
- 조재현 : 형준 역
- 김지수 : 윤희 역
- 엄효섭 : 정환 역
- 장현성 : 박 형사 역
- 기주봉 : 황 반장 역
- 윤제문 : 강 형사 역
- 김영필 : 권 형사 역
- 김덕현 : 하 형사 역
- 김두용 : 덕배 역
- 조은덕 : 윤희 모 역
- 윤종훈 : 보좌관 역
- 최정식 : 이의원 역
- 강성해 : 행상남 역
- 최윤준 : 탱고원장 역
- 최한나 : 여경 역
- 이성주 : 정신병원의사 역
- 정은실 : 댄스강사 역
- 김도균 : 김 형사 역
- 박민규 : 영철 역
- 김봉대 : 기자 역
- 김시권 : 사격장 직원1 역
- 전일범 : 호텔 경찰관 역
- 김지훈 : 경찰 3 역
- 안길강 : 특공대장 역 (특별출연)

## 제작진
- 각본 : 문승욱, 하명미, 김희재
- 제작 : 이승재
- 촬영 : 권혁준
- 편집 : 문인대, 최대혁
- 음악 : 이동준
- 미술 : 황인준, 정현철
- 특수효과 : 이희경, 유영일